# Clavulinopsis ledermannii
Clavulinopsis ledermannii är en svampart som först beskrevs av Giacopo Bresàdola, och fick sitt nu gällande namn av Corner 1950. Clavulinopsis ledermannii ingår i släktet Clavulinopsis och familjen fingersvampar.   Inga underarter finns listade i Catalogue of Life.